# Polaró
Un polaró és una quasipartícula composta per un electró i un camp de deformacions associat. Quan un electró es mou lentament per l'interior d'un cristall, pot produir una deformació en la xarxa cristal·lina que l'envolta en interaccionar amb els àtoms propers. Aquesta deformació es lliga a l'electró que l'ha creada, i es desplaça al seu costat a través de la xarxa, donant lloc a un polaró.

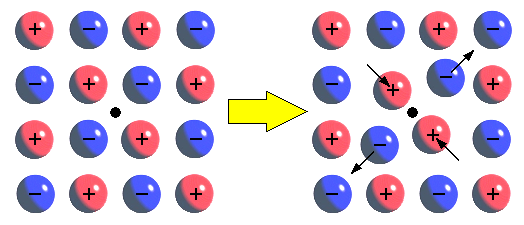
Fig 1: Representació artística d'un polaró. L'electró (cercle negre) atreu els ions carregats positivament, i repel·leix els carregats negativament, provocant una deformació de la xarxa cristal·lina en les seves rodalies

Els polarons es donen principalment en cristalls iònics, on la interacció entre els electrons i els ions de la xarxa és gran (interacció coulombiana). En aquests casos, la deformació de la xarxa produeix una polarització local d'aquesta, d'aquí el seu nom. La presència de polarons en cristalls covalents és molt menor, ja que la interacció entre electrons i àtoms neutres és molt més feble i, per tant, són més difícils de formar.
Els polarons poden concebre's com un electró interaccionant amb un núvol de fonons al qual arrossega en el seu moviment. Com a conseqüència, la massa efectiva de l'electró sembla augmentar, reduint així la seva mobilitat.
Normalment es parla de dos tipus de polarons. En els polarons grans, la interacció entre l'electró i la xarxa no és gaire elevada, de manera que l'increment de massa efectiva no és massa gran i poden desplaçar-se per la xarxa. En els polarons petits, la interacció és molt forta i l'electró es passa la major part del temps lligat a un ió de la xarxa, ja que no té l'energia necessària per a travessar la barrera de potencial que separa els ions contigus. En aquest cas, el desplaçament d'una posició de la xarxa a una altra es produeix, bé per activació tèrmica, quan la temperatura és elevada, o bé per efecte túnel, quan la temperatura és baixa.
Els polarons són quasipartícules de tipus fermiònic, per la qual cosa tenen espín semienter. Dos polarons poden interaccionar entre si donant lloc a un nou estat lligat, conegut com a bipolar. Quan els dos polarons que formen el bipolar interaccionen fortament entre si, el bipolar adquireix caràcter bosònic, i presenta aleshores espín sencer.

## Teoria
L. D. Landau i S. I. Pekar
assentaren les bases de la teoria dels polarons. Una càrrega situada en un mitjà polaritzador es veurà apantallada. La teoria dels dielèctrics descriu el fenomen de la inducció d'una polarització al voltant d'una càrrega. La polarització induïda seguirà la càrrega quan aquesta es mogui a través del mitjà. La càrrega, juntament amb la polarització induïda, es considera com una única entitat, a la qual es denomina polaró.
El prototip de polaró és un electró de conducció movent-se a través d'un cristall iònic o un semiconductor polar. Herbert Fröhlich va proposar un model hamiltonià (hamiltonià de Frölich) per a aquest tipus de polarons: la dinàmica és tractada per mitjà de la mecànica quàntica.